# Jaume Bartumeu Cassany
Jaume Bartumeu i Cassany (Andorra la Vella, 10 de novembre de 1954) és un polític i advocat andorrà, inscrit al col·legi d'advocats d'Andorra des de 1982 i Cap de Govern del Principat d'Andorra entre el 5 de juny de 2009 i l'11 de maig de 2011.
Va ser membre fundador del Partit Socialdemòcrata d'Andorra, del qual ha estat Primer Secretari del 2000 al 2004. Des del 2009 al 2011 va ser el seu President. Va ser president del grup parlamentari socialdemòcrata al Consell General de les Valls i, gràcies a la victòria del seu partit a les eleccions generals andorranes del 2009, va esdevenir el Cap de Govern del país. El 19 d'abril de 2013 deixa el Partit Socialdemòcrata i el 25 de maig participa en l'Assemblea Constituent del moviment Socialdemocràcia i Progrés d'Andorra, del qual és membre del Consell Nacional. Està casat i té dos fills.

## Trajectòria Pública[2]
- 2011-2015 Conseller General, President del grup parlamentari socialdemòcrata al Consell General fins al 19 d'abril de 2013. A partir del 22 d'abril de 2013, President del Grup parlamentari mixt.
- 2009-2011 Cap de Govern (Andorra), Cap del Govern del Principat d'Andorra amb el grup parlamentari socialdemòcrata del 5 de juny del 2009 fins al 15 de maig de 2011.
- 2001-2009 Conseller General, President del grup parlamentari socialdemòcrata al Consell General. Membre de la delegació andorrana al Consell d'Europa de 2004 a 2008.
- 1993-2001 Conseller General, President del grup parlamentari Nova Democràcia. Membre de la delegació andorrana al Consell d'Europa de 1995 a 2001.
- 1992-1993 Conseller General per la parròquia d'Andorra la Vella, membre de la comissió legislativa responsable del procés constituent i de la comissió permanent del Consell General.
- 1990-1992 Ministre de finances, comerç i indústria del Govern d'Andorra.

## Distincions honorífiques
Al llarg de la seva carrera política, Jaume Bartumeu i Cassany ha rebut diversos honors i distincions, fruit de diversos mèrits personals i professionals.
Nacionals
- Cavaller de la Creu dels Set Braços, Principat d'Andorra (2024)[3]

- President d'honor (Gran Mestre) de iure de l'Orde de Carlemany, Principat d'Andorra (2009-2011).

Estrangeres
- Gran Creu de l'Orde de l'Infant Dom Henrique, concedida pel President de la República Portuguesa l'any 2010.

## Altres
- Fundador de la Comissió de Cultura i Drets de l'Home al Col·legi d'Advocats d'Andorra (1983)
- Membre de la junta del Col·legi d'Advocats d'Andorra (1986-1989)
- Membre (1987-1990) del comitè executiu de l'Associació Internacional de Joves Advocats (AIJA) amb seu a Brussel·les.
- Durant la seva trajectòria parlamentària ha estat nomenat membre de l'Assemblea Parlamentària del Consell d'Europa des del 1995 al 2001. L'any 2004 fou novament nomenat membre de la delegació andorrana del Consell d'Europa fins al mes d'abril del 2008.
- La seva activitat en l'àmbit europeu li va permetre ser nomenat l'any 2004, vicepresident de la subcomissió dels Drets humans de l'Assemblea parlamentària. El mes de juny del 2005 fou elegit president de la subcomissió sobre els problemes criminals i la lluita contra el terrorisme. Aquest càrrec li fou renovat novament el dia 12 d'abril del 2006 a Estrasburg.
- També ha estat representant dels parlamentaris del Consell d'Europa davant el grup d'Estats contra la corrupció (GRECO)
- Des del mes de gener del 2007 fins al 2008 fou, a més, membre de la direcció grup socialista de l'Assemblea parlamentària del Consell d'Europa.